# Jean-Baptiste Sahuguet d'Amarzit d'Espagnac
Jean-Baptiste Sahuguet d'Amarzit, barone d'Espagnac (Brive-la-Gaillarde, 1713 – Parigi, 1783), è stato un militare francese.

## Biografia
Nel 1742 partecipò all'assedio di Praga e successivamente combatté in Baviera e nelle Fiandre; per meriti ottenne la promozione a maresciallo di campo prima e governatore dell'Hôtel des Invalides poi.
Fu anche scrittore bellico ed autore dell'opera Storia di Maurizio, conte di Saxe (1775).